# Schwedische Davis-Cup-Mannschaft
Die schwedische Davis-Cup-Mannschaft ist die Tennisnationalmannschaft Schwedens bzw. seines Tennisverbands Svenska Tennisförbundet, die das Land im Davis Cup vertritt. Analog dem Fed Cup bei den Damen ist der Davis Cup der wichtigste Wettbewerb der Nationen im Herrentennis. Das schwedische Team konnte den Pokal bereits siebenmal gewinnen.

## Geschichte
Schweden nimmt seit 1925 am Davis Cup teil. 1975 erreichte die Mannschaft ihr erstes Finale, das sie mit 3:2 gegen die Tschechoslowakei gewann. In den 1980er und 1990er Jahren zählte die schwedische Auswahl zu den dominierenden Mannschaften. Sie konnte von 1983 bis 1998 insgesamt elfmal das Davis-Cup-Finale erreichen. Gegen Australien trat Schweden 1983 und 1986 an, unterlagen aber beide Male. 1984 und 1997 setzten sich die Schweden gegen die US-Auswahl durch. Gegen Deutschland standen die Schweden dreimal im Finale. 1985 gewannen sie mit 3:2, 1988 und 1989 gewann Deutschland. Den letzten Triumph feierte Schweden 1998 gegen Italien.

## Finalteilnahmen
Die Ergebnisse werden aus schwedischer Sicht angegeben:
| Jahr | Finalort  | Finalgegner        | Ergebnis |
| ---- | --------- | ------------------ | -------- |
| 1975 | Stockholm | Tschechoslowakei   | 3:2      |
| 1983 | Melbourne | Australien         | 2:3      |
| 1984 | Göteborg  | Vereinigte Staaten | 4:1      |
| 1985 | München   | BR Deutschland     | 3:2      |
| 1986 | Melbourne | Australien         | 2:3      |
| 1987 | Göteborg  | Indien             | 5:0      |
| 1988 | Göteborg  | BR Deutschland     | 1:4      |
| 1989 | Stuttgart | BR Deutschland     | 2:3      |
| 1994 | Moskau    | Russland           | 4:1      |
| 1996 | Malmö     | Frankreich         | 2:3      |
| 1997 | Göteborg  | Vereinigte Staaten | 5:0      |
| 1998 | Mailand   | Italien            | 4:1      |